# Calathusa subflavida
Calathusa subflavida är en fjärilsart som beskrevs av George Francis Hampson 1912. Calathusa subflavida ingår i släktet Calathusa och familjen trågspinnare. Inga underarter finns listade i Catalogue of Life.